# كازو سوجيموتو
كازو سوجيموتو (باليابانية: 杉本和陽) هو لاعب شوغي ‏ ياباني، ولد في 1 سبتمبر 1991 في أوتا في اليابان.